# Cutscene (jogos eletrônicos)

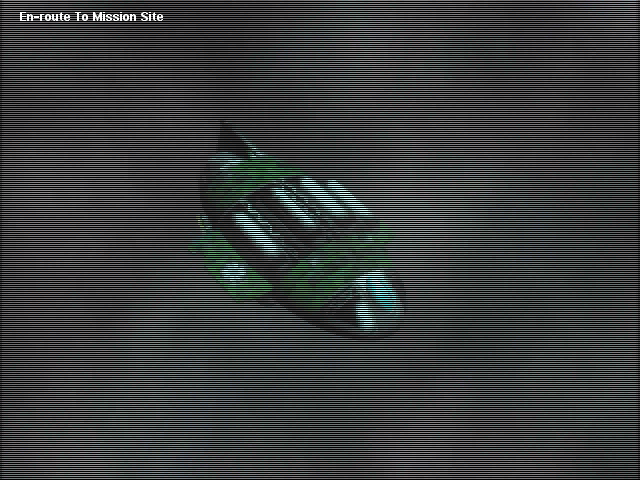
Foto de uma cutscene do jogo Warzone 2100

Uma cutscene é uma sequência em um jogo eletrônico sobre a qual o jogador tem nenhum ou pouco controle, interrompendo a jogabilidade e sendo usada para avançar o enredo, reforçar o desenvolvimento do personagem principal, introduzir personagens inimigos, e providenciar informações de fundo, atmosfera, diálogo, ou pistas. As cutscenes podem ser animadas ou por ato real.
Cutscenes se referem também quando uma parte da cena é extraída de um filme e não usada na versão final do diretor.

## História
O primeiro jogo a possuir um intervalo entre a jogabilidade foi o jogo de shoot 'em up de 1979 Space Invaders Part II (também chamado Space Invaders Deluxe), em que ao final de cada nível, o último invasor foge em uma espaçonave que envie uma mensagem de SOS. O primeiro jogo a apresentar cutscenes na forma de uma animação entre certos níveis do jogo foi o jogo de 1980 Pac-Man, que apresentava pequenas animações cômicas sobre o Pac-Man e os fantasmas perseguindo uns aos outros durante esses intervalos.

## Tipos

### Live-action
As cutscenes de live-action têm muitas similaridades com os filmes. Por exemplo, as cutscenes em Wing Commander IV utilizaram sets totalmente construídos, e conhecidos atores como Mark Hamill e Malcolm McDowell para representar os personagens.

### Animações
As animações são similares às cutscenes de ato real, mas são geradas por computador. Geralmente são animações pré-renderizadas usando modelos do próprio jogo.

### Interativas
Cutscenes interativas envolvem o computador tomando o controle do personagem do jogador enquanto comandos (como uma sequência de botões a apertar) aparecem na tela, para o jogador realizá-los para poder continuar ou ter sucesso na ação.

## Semcutscenes
A moda recente nos jogos eletrônicos é evitar completamente as cutscenes. Isso se popularizou no jogo de 1998 Half-Life, e desde então tem sido usada em vários outros jogos. O jogador mantém o controle do personagem o tempo todo, incluindo durante as sequências não interativas, e o rosto do personagem do jogador nunca é visto.[carece de fontes?]